# Большой баклан

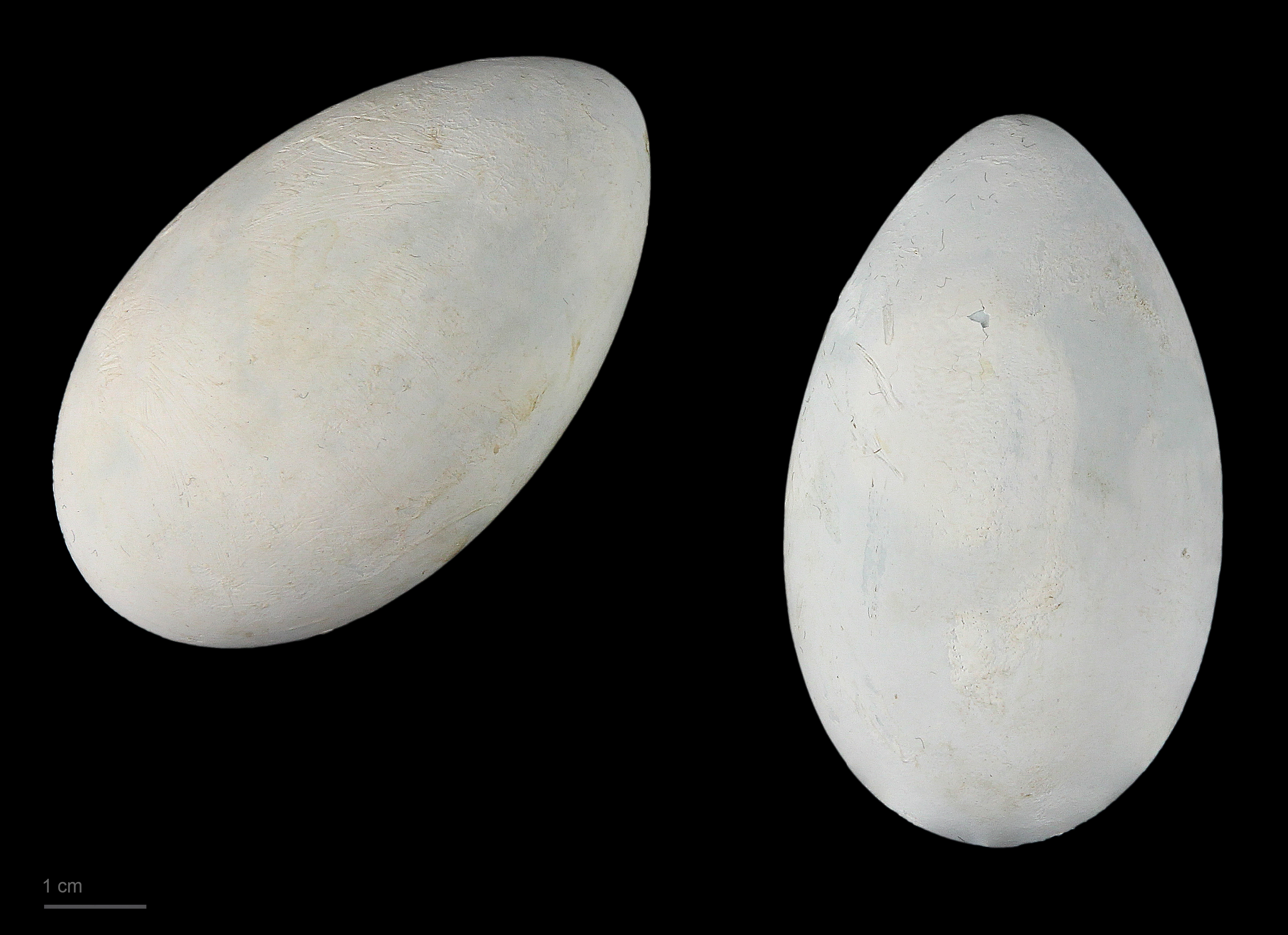
Яйца Phalacrocorax carbo - Тулузский музей

Большой баклан (лат. Phalacrocorax carbo) — ныряющая морская птица из рода бакланов (Phalacrocorax).

## Внешний вид
Массивная птица с перепончатыми лапами, длинной шеей, изогнутым клювом и большим черным хохолком. Окрас чёрный с зеленоватым отливом, горло и щёки белые, голое пятно по бокам клюва жёлтое и заходит за угол рта. У части особей на бедре летом белое пятно. Иногда у взрослых голова и шея серые. Молодые птицы серо-бурые с белым брюхом.
- Длина тела самцов от 88 до 91 см, самок — 80 — 90 см.
- Размах крыльев у самцов 1,27 — 1,56 м, у самок 1,25 — 1,5 м.
- Длина крыла самца 33 — 38 см, самки — 32,5 — 36,5 см.
- Длина клюва у самца 5,9 — 7,5 см, у самки — 5,2 — 6,2 см.
- Вес птиц от 1,8 до 3,0 кг.
- Первостепенных маховых перьев — 11. Их вершины до половины длины сужены на внутренних опахалах.
- Хвост округлый, из 14 жестких рулевых перьев.
- Оперение густое, плотно прилегающее к телу.
- Уздечка, кольцо вокруг глаза и основания нижней челюсти у взрослых и молодых птиц голые.

### Окрас
Новорождённый птенец — голый. Кожа окрашена в чёрный цвет с розоватым оттенком на голове. Последовательность смены оперения: пуховой — гнездовой — первый брачный — первый зимний — второй брачный — второй зимний — третий брачный — третий зимний. Птицы надевают окончательный наряд на 4-м году жизни.
- Пуховой птенец буровато-чёрный с белесым оттенком по средней части груди и брюха и по переднему краю крыла. Голая кожа горлового мешка светлая, клюв светло серый.

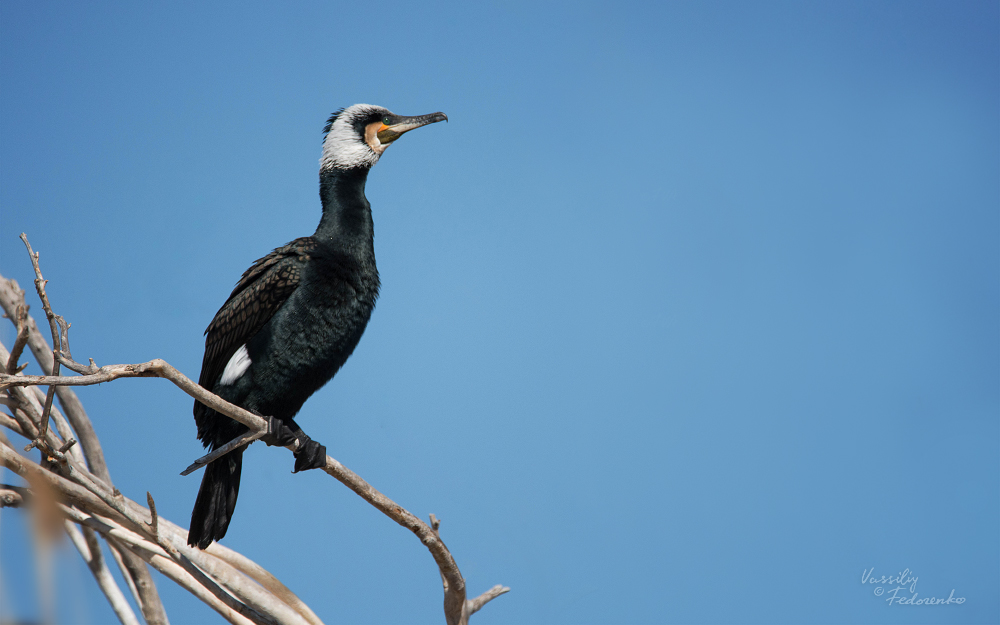
Большой баклан в брачном наряде. Казахстан

- Большой баклан в брачном наряде. КазахстанГнездовой наряд: голова, шея и верхняя часть зоба — буровато-серые с мелкими белыми крапинами на нижней стороне шеи. Полукольцо, которое охватывающее нижнюю челюсть до уровня глаз, грязновато белое с мелкими тёмными пестринами. Брюшная сторона тела белая или белая с редкими крупными бурыми пятнами. Бока тела, спина и надхвостье тёмно-бурые без блеска с более светлыми окаймлениями перьев. Верхние кроющие крылья, плечевые и лопаточные — буровато-серые с более темными окаймлениями отдельных перьев. Клюв тёмно-бурый, немного светлее на подклювье. Голая кожа горлового мешка — жёлтая.
- Первый брачный наряд: оперение головы и шеи похоже на гнездовой — буровато-серое с мелкими белыми крапинами. Белое полукольцо у основания подклювья — грязновато белое, без темных пестрин. Брюшная сторона тела — белая с тёмно-бурыми продольными крупными пятнами на груди, на боках груди и на брюхе. Подхвостье — буровато-чёрное с редкими белыми пестринами. Спинная сторона, за исключением головы и шеи, с очень слабым блеском.
- Первый зимний наряд: Верх головы и шеи тёмно-бурый с сероватым налётом и редкими мелкими беловато-бурыми пестринами. На нижней стороне шеи и её боках пестрин больше и они крупнее. Брюхо тёмно бурое с редкими крупными продольными пестринами. Спинная сторона тела похожа на взрослую птицу, но с меньшим блеском.
- Второй брачный наряд идентичен взрослому. Оперение имеет хорошо развитый металлический блеск. На бёдрах во второй половине зимы появляется незначительное белое пятно. На голове хохолка из чёрных перьев ещё нет, но кое-где на голове и шее начинают появляться белые узкие перья.
- Взрослая птица во втором зимнем (послебрачном) наряде: оперение чёрное с металлическим зеленовато-фиолетовым блеском и тёмными окаймлениями отдельных перьев на спине. Плечевые, лопаточные, верхние кроющие крылья и второстепенные маховые перья зеленовато-бурые с бронзовым отливом и с широкими тёмно-синими окаймлениями каждого пера. Первостепенные маховые и рулевые перья — буровато-чёрные со слабым металлическим блеском на рулевых. Широкое белое полукольцо охватывает голову снизу, доходя до глаз и заходя треугольником на нижнюю челюсть, соприкасаясь передним краем с неоперёнными частями головы. Радужина светло зелёная, клюв буровато-черный, голые части головы желтые, голое кольцо вокруг глаз зеленовато-бурое, ноги чёрные.
- Брачный наряд взрослых самцов и самок: на затылке удлиненные чёрные перья образуют небольшой хохол. На голове и шее появляются узкие, удлинённые тонкие белые перья, покрывающие почти всю голову и шею, только хохолок на затылке остаётся чёрным. На наружной стороне бедра и голени развиваются удлиненные белые перья, образующие большое белое пятно.

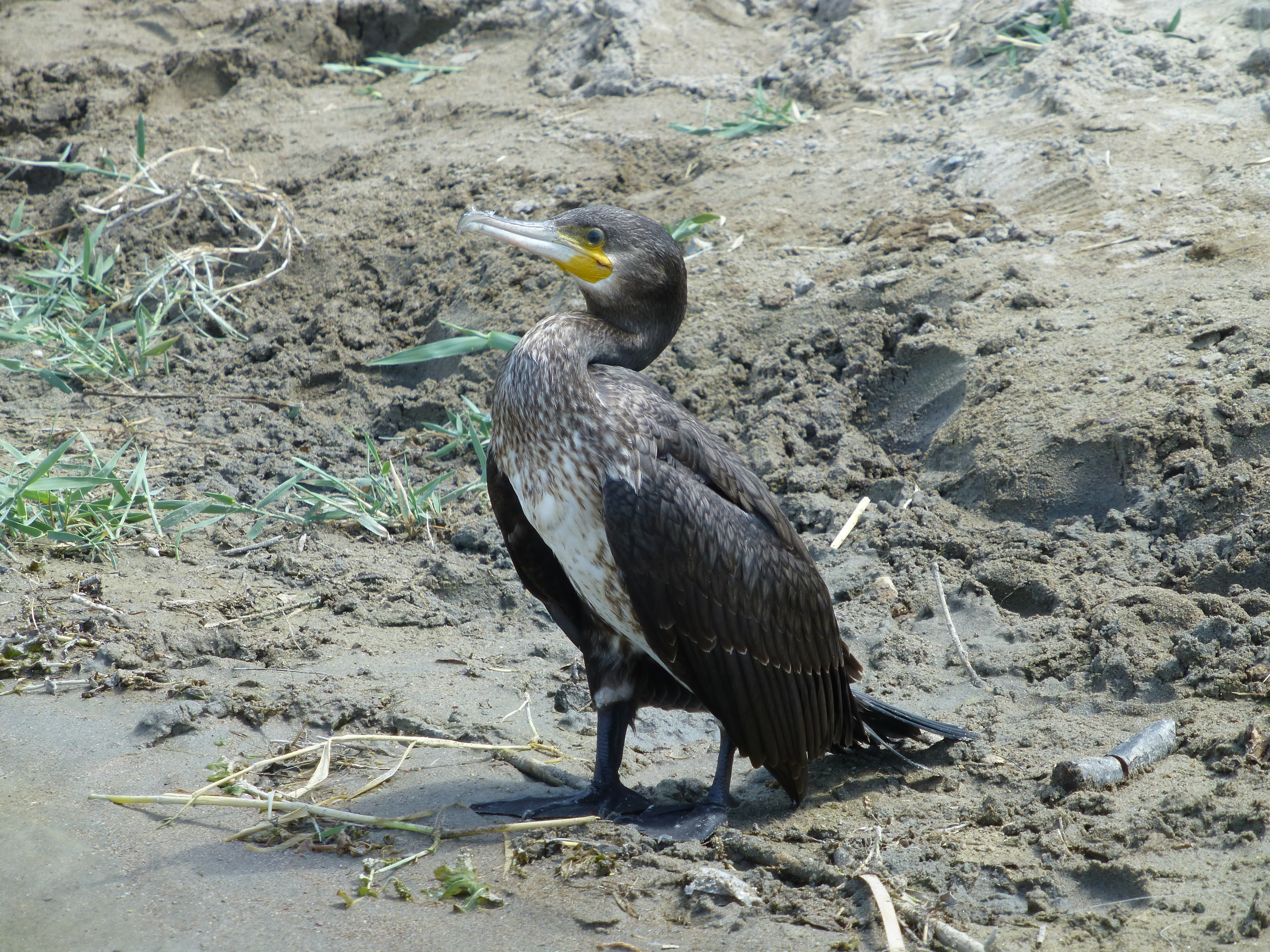
Большой баклан на реке Или. Казахстан

У молодых птиц две линьки в году: частичная в августе — сентябре и полная с апреля по август.
- Гнездовой наряд молодые птицы надевают в августе, в нём они зимуют, а в апреле начинается линька рулевых, кроющих крыла и затем маховых перьев. Заканчивается линька к июлю.

У взрослых птиц две линьки в году.
- Первая неполная, предбрачная начинается в декабре и заканчивается в январе. Птицы надевают брачный наряд и носят его до мая или июня.
- Вторая линька полная, послебрачная, сильно растянута в связи с растянутостью периода размножения и начинается с мая — июня. При этом птицы сначала теряют белые украшающие перья брачного наряда, затем начинается линька остального мелкого пера, заканчивающаяся в сентябре — октябре.
- Последняя, третья линька начинается в августе — идёт смена рулевых и в сентябре или с конца августа и до середины октября происходит линька маховых перьев. Линька рулевых происходит от центральных перьев к крайним, маховых — от внутренних к наружным.

### Голос
Голос большого баклана — низкие звуки «коророро», «хорр», «ток-ток-ток-ток» и так далее. Баклан довольно молчаливая птица, но у гнёзд, в особенности во время кормления, они обычно шумливы и крикливы. Когда они кричат колонией, их крики сливаются в одно сплошное ворчание.

## Распространение
Большой баклан обитает;

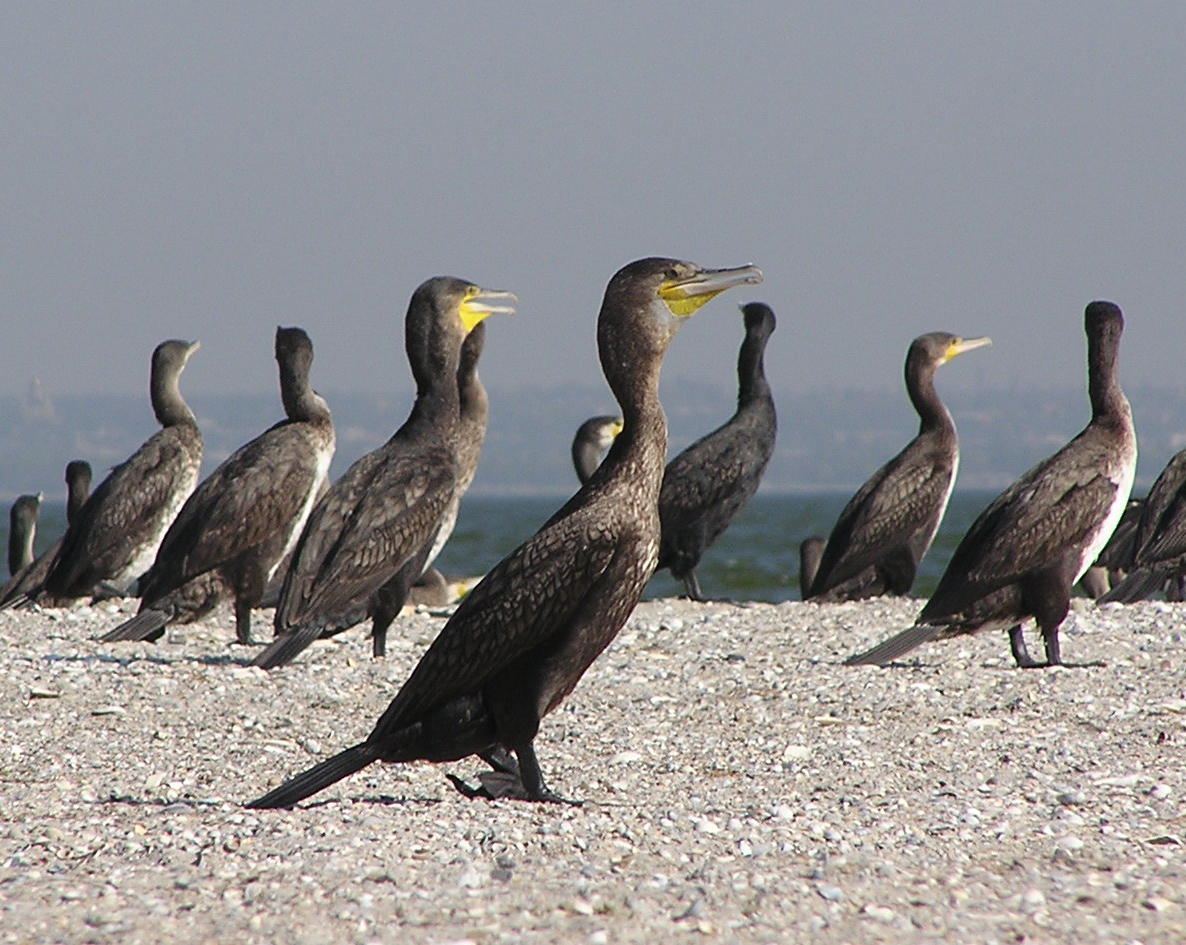
Большой баклан (Phalacrocorax carbo)

- в Европе — от Исландии, Фарерских и Британских островов на восток до Кольского полуострова, на юг до Средиземного и Чёрного морей и Закавказья;
- в южной и Средней Азии — на север до северного Казахстана, Байкала и Приморья;
- в Африке — кроме Сахары и большей части южного побережья Средиземного моря;
- на северо-востоке Канады;
- на островах Индо-Австралийского архипелага;
- в Австралии, Тасмании и Новой Зеландии;
- в Северной Америке только в Гренландии.

Ранее большой баклан гнездился на северо-востоке Американского континента до северного побережья залива Святого Лаврентия и острова Магдалены.

### Систематика
Различают семь подвидов по морфологическим особенностям (окрас и размеры) и деталям экологии:
1. Атлантический большой баклан, Phalacrocorax carbo carbo Linnaeus, 1758 — Гренландия и северная Европа от Исландии до Норвегии и западного побережья Кольского полуострова;
2. Материковый большой баклан, Phalacrocorax carbo sinensis Shaw et Nodder, 1801 — от средней и южной Европы до Китая и Японии, Индо-Австралийский архипелаг;
3. Phalacrocorax carbo maroccanus Наrtert, 1906 — западное побережье Марокко и от Могадора до Рас-Нуадибу;
4. Phalacrocorax carbo lucidus Lichtenstein, 1823 — от Кабо-Верде и Сенегала до Карру на юге и до реки Тана на восточном побережье Африки;
5. Phalacrocorax carbo lugubris Rṻрреll,1845 — от дельты Нила и Суэцкого канала до озера Виктория и Танганайки;
6. Phalacrocorax carbo novaehollandiae Stephens, 1826 — Австралия, за исключением её центральных областей, Тасмания;
7. Phalacrocorax carbo steadi Mathews et Iredale, 1913 — Новая Зеландия.

### Численность
Численность неравномерна, зависит от обилия кормовых ресурсов, в частности рыбы. В Западной Европе и в Северной Америке во многих местах вид исчез в конце XIX — начале XX века.

## Образ жизни
В большей части ареала оседлый, на севере — перелётный. Бакланы селятся колониями по берегам морей и внутренних водоёмов. В Азии встречали колонии бакланов на высокогорных озёрах на высоте 3000 м над уровнем моря.
Обычно рядом с гнездовьем бакланов гнездятся и другие птицы:
- в Армении — каравайки, рыжая и египетская цапли, кваквы, колпицы, чайки-хохотуньи, серые вороны, грачи, усатые синицы и др.;
- у Ленкорани — малые бакланы, кваквы, малая белая цапля, желтые цапли и грачи, по окраинам колонии — черные аисты, коршуны, тювики, серые вороны;
- в дельте Волги — серые цапли, малые белые цапли, каравайки, реже жёлтые цапли и серые вороны;
- на озёрах у Аральского моря — серебристые чайки, черноголовые хохотуны;
- в низовьях Сыр-Дарьи — пеликаны, малые бакланы, колпицы, каравайки, кваквы, желтые цапли.

Колонии, состоящие только из гнезд бакланов, встречаются редко. Это, по-видимому, новые колонии, к которым ещё не успели присоединиться другие птицы. Первыми поселяются серые цапли (Ленкорань), гнездящиеся так же, как и бакланы, в верхнем ярусе деревьев, затем и другие птицы. Чем старше колония, тем больше число видов, из которых она состоит. Располагаются колонии среди тростника, на деревьях либо на голых скалистых побережьях. Размер гнёзд и материал, из которых они сделаны, различны:
- В армянских колониях преобладают гнёзда конусообразной формы из старого тростника. Они тесно сгруппированы и иногда соприкасаются, выстланы тростниковыми листьями. Размещаются в густых зарослях тростника в воде, на земле или на заломленных стеблях старого тростника на высоте до 50 см над землею. Высота гнезда — от 0,75 см до 1 м, ширина у основания — около 1 м, с лотком диаметром в 30—40 см.
- В колониях Ленкорани гнёзда набраны из сучьев и веток. Располагаются они на вершинах крупных деревьев (дуб, карагач, клён и др.), в глубине широколиственного леса в 5-8 км от воды. На одном дереве обычно размещается несколько гнёзд.
- В дельте Волги, напротив, гнёзда устраиваются на деревьях, растущих у самой воды. Диаметр гнёзд — 40—50 см, не глубокий лоток, выстланный сухой травой и листьями тростника.
- На озёрах у Аральского моря гнёзда имеют высоту до 0,5 м, располагаются на земле. Сделаны из веток саксаула, тамариска, тростника. Некоторые гнёзда устроены на саксауловых деревьях. Наблюдаются одинокие гнёзда и группы гнёзд по 15—30 штук, образующие своеобразный бугорок.
- В низовьях Сыр-Дарьи гнездовые колонии находятся на островках среди заросших тростником глубоководных озёр и проток. На каждом из озёр селятся по 2—3 тысячи бакланов. Гнёзда располагаются со стороны открытого к чистой воде берега. Другая сторона покрыта тростником. Иногда это правило нарушается и гнёзда разбросаны по всему острову. Иногда гнёзда расположены плотными рядами, что почти невозможно отделить одно от другого. Размер гнёзд до 1 м в высоту, построены из сухого тростника с неглубоким лотком.
- В колониях на озёрах Сасык-куль, Ала-куль, на Чёрном море, на западном побережье Арала, на туркменском побережье Каспия — гнёзда построены из ветвей и тростника и располагаются на скалах. Они плотно сцементированы помётом бакланов, который загрязняет и всё место колонии.

Бакланы в гнездовое и внегнездовое время держатся стаями. По земле они передвигаются медленно, вперевалку, держа тело почти вертикально, как пингвины. В ветвях деревьев двигаются легче, хотя часто распускают крылья для равновесия.
Очень осторожны и при приближении опасности обычно стараются улететь. Полёт сильный, но несколько тяжёлый, с довольно частыми взмахами крыльев. Изредка баклан на короткое время останавливается в воздухе, как бы парит. Ноги и шея при полёте вытянуты горизонтально.

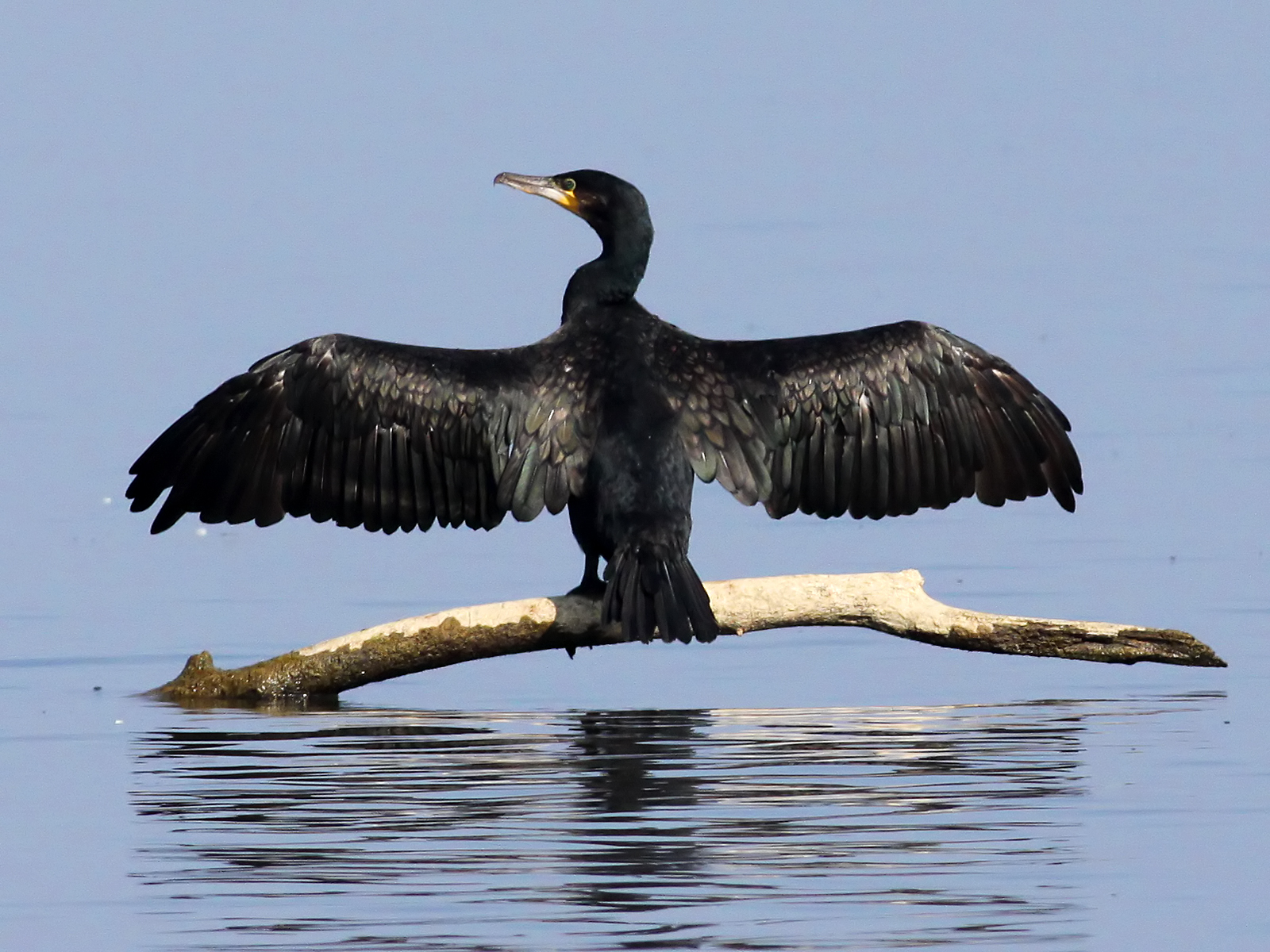

Они хорошо плавают и великолепно ныряют, во всём остальном их можно назвать неуклюжими. Плавая, они глубоко погружаются в воду и всегда ныряют, если их беспокоят. Ныряют на глубину не более 4 метров и под водой держатся до 40 секунд.
Взлетает большой баклан тяжело, шумно. С воды поднимается с трудом, после длительного разбега (до 100 метров), работая в это время крыльями и ногами. С земли взлетает также с разбега или используя какое-либо возвышение. Полёт тяжёлый, с довольно частыми взмахами крыльев, парить практически не может. При перелётах обычно летит по прямой линии, при коротких перелётах держится низко над водою, во время сезонных перелётов летит на большой высоте.
На отдыхе бакланы собираются на берегу в небольшие стаи и усаживаются рядами на земле, на скалах, или группами на вершинах деревьев. У бакланов не развита копчиковая железа, поэтому после кормёжки, они подолгу сидят с полуразвёрнутыми крыльями и сушат их на солнце. В это время птицы напоминают геральдических орлов.

### Зимовье
Большое количество бакланов зимует преимущественно на южном берегу Крыма, изредка в его степной части. По кавказскому
побережью Чёрного моря у сочинского берега. Встречается на озёрах Армении (гнездятся на озере Гилли, зимуют на озере Севан), у Ленкорани и в Кызыл-Агашском заливе, где они особенно многочисленны. Большое количество бакланов в осенний период наблюдается по юго-восточному побережью Каспия, в устье Атрека, у Гасан-кули, у Чикишляра, а зимовать остается там в ограниченном количестве. В большом количестве зимует в Иране по южному берегу Каспия, в Астрабадском заливе. В небольшом количестве — на Мургабе и на Теджене в Туркменистане и в южном Таджикистане. В небольшом количестве зимует на Азорских, Канарских островах, Мадейре и в Марокко. Обычен на зимовках на островах Средиземного моря (Сицилия, Корсика, Мальта, Кипр), в Греции, Алжире, Тунисе, Египте, Палестине, Малой Азии, Месопотамии, Аравии, в южном Иране, Белуджистане и Афганистане.

### Питание
Прилетев на место гнездования, бакланы первые дни малоподвижны. Через небольшой промежуток времени начинают довольно оживлённо передвигаться с места на место в поисках пищи. Особенное оживление и интенсивная ловля рыбы наблюдается после освобождения водоёмов ото льда.
Питаются бакланы рыбой, за которой ныряют на глубину не более 4 м. В море за кормом залетают не далее, чем в 50 км от берега. Осенью, когда рыба в море уходит на большую глубину, бакланы не могут её достать и заметно теряют в весе. Охотясь за рыбой, баклан плавает, низко опустив голову и высматривая добычу. Увидев рыбу, ныряет и бьёт её сильным ударом в бок, затем захватывает рыбу клювом. Вынырнув, умерщвляет рыбу, клювом повреждая ей жаберную полость, резким движением головы подбрасывая в воздух, чтобы подхватить в более удобном положении. Заглатывает рыбу с головы.
Размер рыб обычно 20—25 см, реже — крупнее. Предпочтения отдельным видам рыб бакланы не отдают. В течение суток птицы дважды вылетают за кормом. Взрослая птица за сутки поедает, в среднем, 436 г. рыбы вне гнездового периода и 542 г. в гнездовой (n=9050 пар). Кроме взрослых рыб баклан в очень незначительном количестве поедает мальков и случайно моллюсков, насекомых, земноводных и растения. Бакланы из-за железистых типов желудка, переваривают пищу долго. По данным исследований Н. Н. Скоковой(1962) выяснилось что даже через 7-8 часов после приёма пищи в желудке баклана можно обнаружить в среднем 1/4 пищи (по весу). 

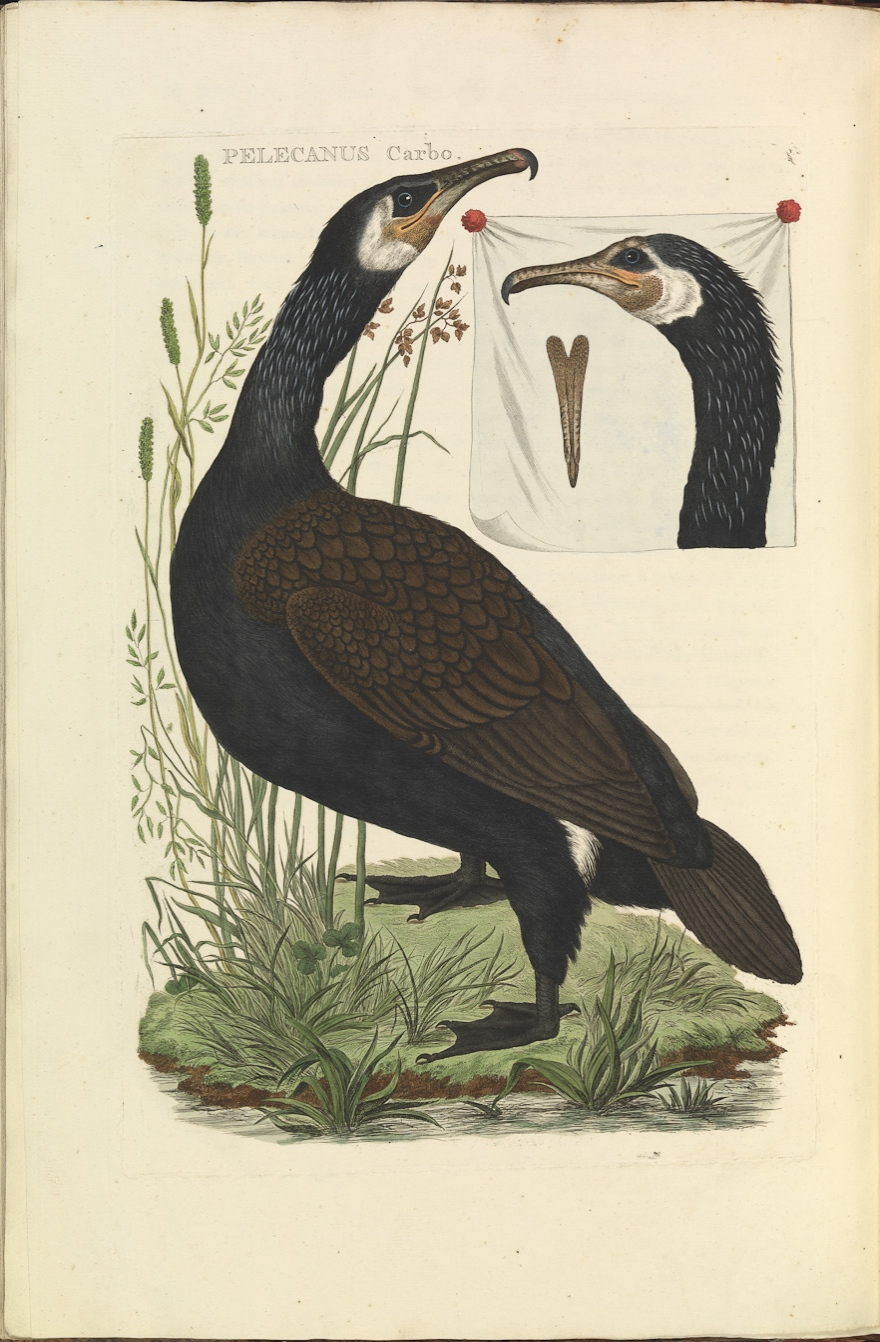
From Nederlandsche Vogelen (1770)

### Охота
Бакланы охотятся и в одиночку, и стаями, достигающими больших размеров (около 250 птиц), иногда совместно с пеликанами.
Рано утром вылетают с мест ночевок и небольшими стаями (по 40—50 птиц) отправляются на ловлю рыбы. Через 1,5 — 2 часа, наевшись, возвращаются к местам ночёвок, имеющие птенцов приступают к их кормежке, не имеющие — располагаются на отдых и просушку своего оперения. Часов через 7-8 вновь улетают за кормом и через пару часов возвращаются на ночлег.

### Размножение
Половая зрелость у больших бакланов наступает в возрасте около трёх лет. Моногамны. На места гнездовий бакланы прилетают уже в брачном наряде и парами. Пары — постоянные. Гнездятся колониями, иногда достигающими огромных размеров. Известны колонии от 1 000 до 2-3 тысяч гнёзд. Реже гнездятся небольшими группами либо отдельными парами. Места расположения колоний постоянны даже при преследовании, разорении гнёзд, истреблении птенцов и пр.
Период размножения большого баклана растянут: одновременно можно встретить не насиженные и насиженные яйца, птенцов различного
возраста. Это может быть связано с разорением бакланьих кладок воронами и чайками и вызванными в связи с этим вторичными кладками. Кладка у бакланов обычно приходится на первую половину апреля.
В кладке обычно от 3 до 6 яиц, голубого или бледно-зелёного цвета, покрытых сверху густым известковым слоем. Яйца овально удлиненной формы с несколько заострённым тупым концом. Размеры яйца от 51 × 34 до 61 × 38 мм. Срок насиживания 28—30 дней. Насиживают яйца оба родителя поочерёдно, начиная с откладывания первого яйца. В каждой кладке, особенно в той, в которой 5—6 яиц, одно яйцо не оплодотворено.

### Молодое поколение
Птенцы появляются голыми и слепыми. Младшие слабые птенцы нередко погибают. Глаза у птенцов открываются на 3—4-й день. В возрасте около 2 недель птенцы покрываются густым пухом, у них начинают появляться маховые и рулевые перья. Птенцов кормят сначала отрыгивая полупереваренную рыбу, а затем свежей рыбой, которую приносят в горловом мешке. Прилетевшая с кормом взрослая птица усаживается на край гнезда и издает характерный глухой крик, открывает рот, делает несколько конвульсивных движений головой и шеей и, захватывая голову птенца в рот, отрыгивает пищу. В один прилёт взрослая птица старается накормить всех птенцов, но более сильные птенцы отталкивают слабых и иногда получают двойную порцию. Кроме рыбы, родители приносят птенцам растительную пищу (водоросли) и воду.
В возрасте 1,5 недель птенец самостоятельно заглатывает целую рыбу. В возрасте 3 недель птенцы имеют довольно хорошо развитые плечевые перья, маховые, средние и большие кроющие крыла и рулевые. В 4-недельном возрасте птенец почти весь одет пером, но маховые и рулевые перья ещё короткие. Вес птенца в этом возрасте больше веса взрослой птицы, иногда достигает 2,5 кг. В возрасте около 7 недель птенец полностью надевает наряд молодой птицы — маховые и рулевые перья достигают нормальных размеров.
Птенцы в колониях на деревьях начинают карабкаться по ветвям приблизительно в возрасте 3 недель, в 4-недельном возрасте уже хорошо лазают по деревьям, цепляясь лапами и помогая себе крыльями, шеей и клювом. Около 7 недель птенец приобретает способность перепархивать, а в 8,5 недель оставляет гнездо.
Птенцы в камышовых колониях тоже очень рано начинают лазить по гнёздам и, ещё не научившись летать, уже начинают оставлять на некоторое время свои гнезда. Способность к плаванию и нырянию они приобретают рано и обычно при малейшей опасности птенцы стремятся добраться до воды и нырнуть.

## Бакланы и человек
Во многих районах бакланы поедают наиболее ценные промысловые виды рыб, например форель в бассейне озера Севан. Охотясь за косяками рыб, бакланы часто отпугивают их от захода в реки и тем самым препятствуют нересту. Ощутим вред, приносимый бакланами рыбному хозяйству, когда численность птиц достаточно велика. Из-за этого колонии бакланов уничтожались, и некоторые из них исчезли совсем, в частности, крупная колония на островах Байкала. С 1962 года большой баклан на Байкале встречался крайне редко, с 1969 года гнездовья не отмечались, по причине чего был занесён в Красные книги Иркутской области и Республики Бурятия. Однако в 2006 году вновь были отмечены его отдельные гнездовья, а затем численность начала расти с каждым годом. Сейчас большой баклан на Байкале вновь обычен и уже исключён из Красной книги Республики Бурятия.
Селясь на деревьях целыми колониями, птицы своими экскрементами способствуют образованию сухостоя и гибели леса.
На Каспии и в Приморье до 1914 года баклана добывали, используя шкурки как мех и украшение и частично экспортируя.

## Птица на почтовых марках
1. 1959 год. Венгрия. Большой баклан Phalacrocorax carbo. Номинал — 10 форинтов.
2. В 1989 году в Афганистане выпущена серия марок. На одной из них изображён большой баклан. Номинал — 30 афгани.
3. В 1996 году в Белоруссии выпущена серия из 12 марок «Птицы. Выпуск 1996 г.» На одной из них изображён большой баклан, сидящий на ветке. Номинал — 400 рублей.
4. В 1996 году в Исландии выпущена серия из двух почтовых марок «Птицы. Исландия. 1996 г.». На одной из них изображена пара больших бакланов — один сидит на берегу, а второй плавает в водоёме. Номинал — 20 крон.